# Oleg Pasjinin
Oleg Aleksejevitj Pasjinin (født 12. september 1974 i Degtjanka, Tambov oblast, Rusland) er en tidligere russisk og usbekisk fodboldspiller, der siden 2009 har virket som træner i Rusland, senest hos trænerstaben hos FK Lokomotiv Moskva.

## Usbekistans fodboldlandshold
| Usbekistan landshold | Usbekistan landshold | Usbekistan landshold |
| År                   | Kmp                  | Mål                  |
| -------------------- | -------------------- | -------------------- |
| 2001                 | 5                    | 0                    |
| 2002                 | 0                    | 0                    |
| 2003                 | 2                    | 0                    |
| 2004                 | 2                    | 0                    |
| 2005                 | 3                    | 0                    |
| Total                | 12                   | 0                    |